# Navizence
Vous lisez un « bon article » labellisé en 2022.
La Navizence est une rivière suisse longue de 23 kilomètres située dans le val d'Anniviers, dans le canton du Valais. Elle est un affluent en rive gauche du Rhône, qu'elle rejoint à Chippis.
La rivière prend sa source dans le glacier de Zinal et elle est orientée vers le nord et le nord-nord-ouest. Elle traverse plusieurs encaissements, notamment à partir de Vissoie, où son lit se trouve au fond d'une crevasse. Son principal affluent est la Gougra.
L'eau de la Navizence est utilisée par plusieurs installations hydroélectriques et peut notamment être acheminée jusqu'au barrage de Moiry par pompage via un réseau de galeries. La Navizence a connu en 1834 et 2018 des crues importantes qui ont causé de nombreux dégâts le long du val d'Anniviers et à Chippis. Elle est habitée par plusieurs types de macroinvertébrés benthiques ainsi que par des truites fario.

## Hydronymie
En 1267, la rivière est connue sous le nom « aquam de la Navisenchy ». Son nom est peut-être dérivé d'une ancienne forme d'« Anniviers », avec le suffixe « -entia », soit « Anavisentia ». Il est également possible que le nom vienne du gaulois « nava », en latin « navem », signifiant « vallée encaissée, ravin », avec le même suffixe « -ence ». Le philologue Paul Aebischer évoque une racine gauloise anavo-, qui exprime les notions d'inspiration et de richesse.
Le nom de la rivière a plusieurs orthographes : « Navizance », « Navizence », « Navisance » ou « Navisence ». Son nom allemand est « Uzenz ». Dans la variété locale de l'arpitan, Navizence se dit « Navijèïngtse ».

## Géographie

### Localisation

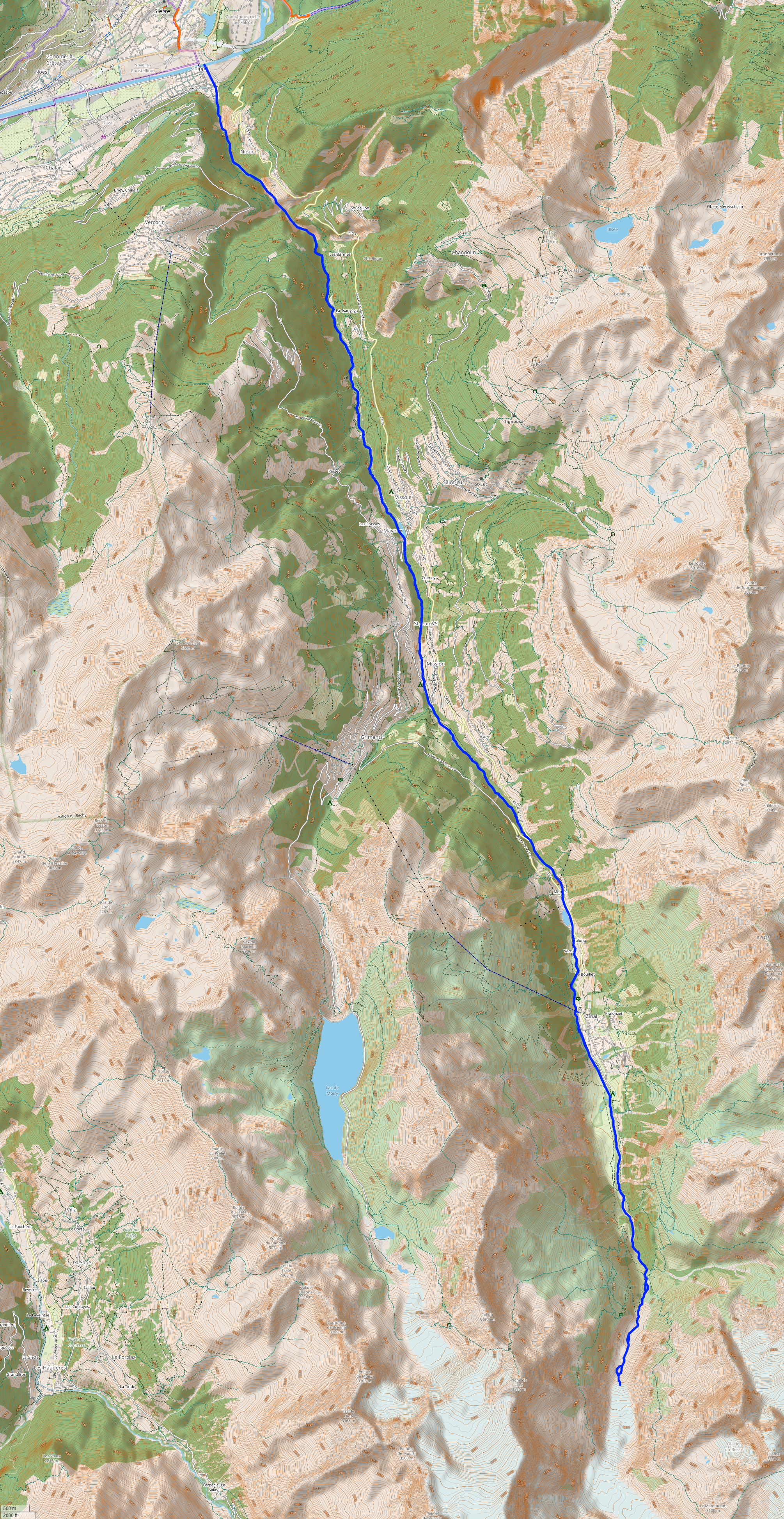
Carte du parcours de la Navizence.

La Navizence traverse le territoire de trois communes du canton du Valais, de l'amont vers l'aval : Anniviers, Chalais et Chippis. Ses bassins versants voisins sont ceux de la Rèche au nord-ouest, de la Borgne à l'ouest, de la Viège de Zermatt au sud et sud-est, de la Turtmänna à l'est, de l'Illgraben au nord-est et du Rhône au nord.

### Cours
La Navizence prend sa source à 2 100 m, à la sortie du glacier de Zinal, au fond de l'embranchement ouest du val d'Anniviers,. À cet endroit, la rivière recueille également les eaux d'autres glaciers, tels que le glacier de Moming et le glacier de la Lée. Elle traverse alors un goulet resserré long d'environ 600 m. À sa sortie, elle passe par le plat de la Lée où plusieurs petits torrents la rejoignent depuis le roc de la Vache, le glacier de Tracuit, les Diablons ou la Garde de Bordon. La Navizence traverse ensuite le village de Zinal.
Environ 2 km après Zinal, à Mottec, le cours d'eau prend une pente directe et constante dans un nouvel encaissement. Jusqu'ici dirigée vers le nord, la rivière prend une direction nord-nord-ouest. Sur sa rive droite, elle reçoit alors l'eau du petit glacier des Diablons puis, à Ayer, l'eau du col de la Forcletta. Arrivée à 1 287 m d'altitude, la rivière rencontre son principal affluent, la Gougra, qui lui livre les eaux du glacier de Moiry et des lacs de Zozanne, Lona et Marais.
Considérablement grossie par la Gougra, la Navizence reprend une orientation nord puis, après Saint-Jean, se redirige vers le nord-nord-ouest. À Vissoie, elle recueille le torrent des Moulins qui trouve ses origines dans les névés de la pointe de Nava, du Toûno et de la Bella Tola. À partir de Vissoie, la vallée devient de plus en plus encaissée et le lit de la Navizence disparaît au fond d'un précipice. Elle y reçoit l'eau de deux affluents : sous Pinsec, celui venant du vallon d'Orzival et à Fang, celui venant du Schwarzhorn.
Au lieu-dit des Balmes, l'éperon rocheux des Pontis, à la base de l'Illhorn, change encore une fois la direction de la rivière, cette fois vers le nord-ouest. Arrivée à l'est de Chippis à 535 m d'altitude, la Navizence se jette dans le Rhône après 23 km parcourus.

Cours de la Navizence
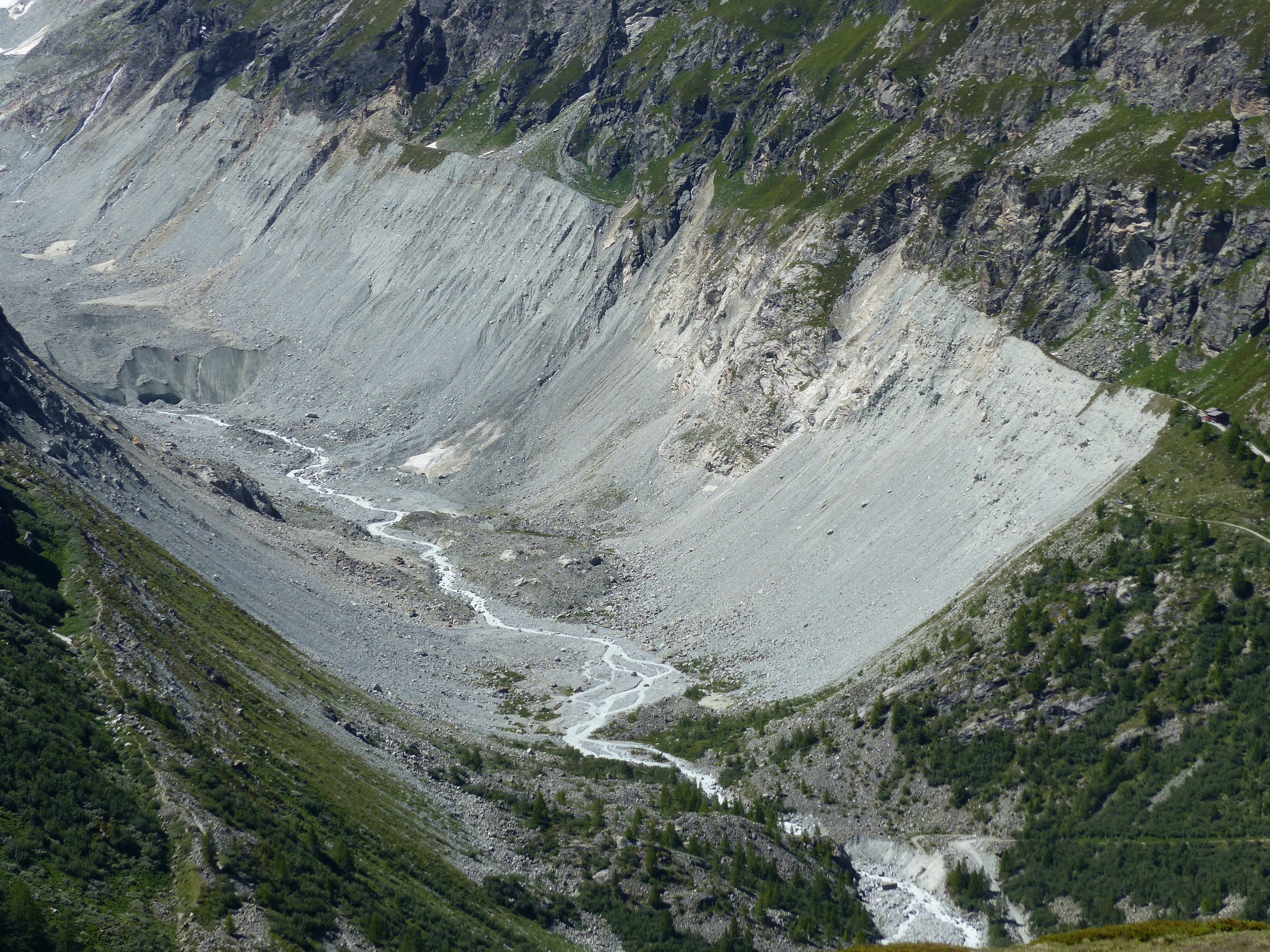
Sortie du glacier de Zinal.
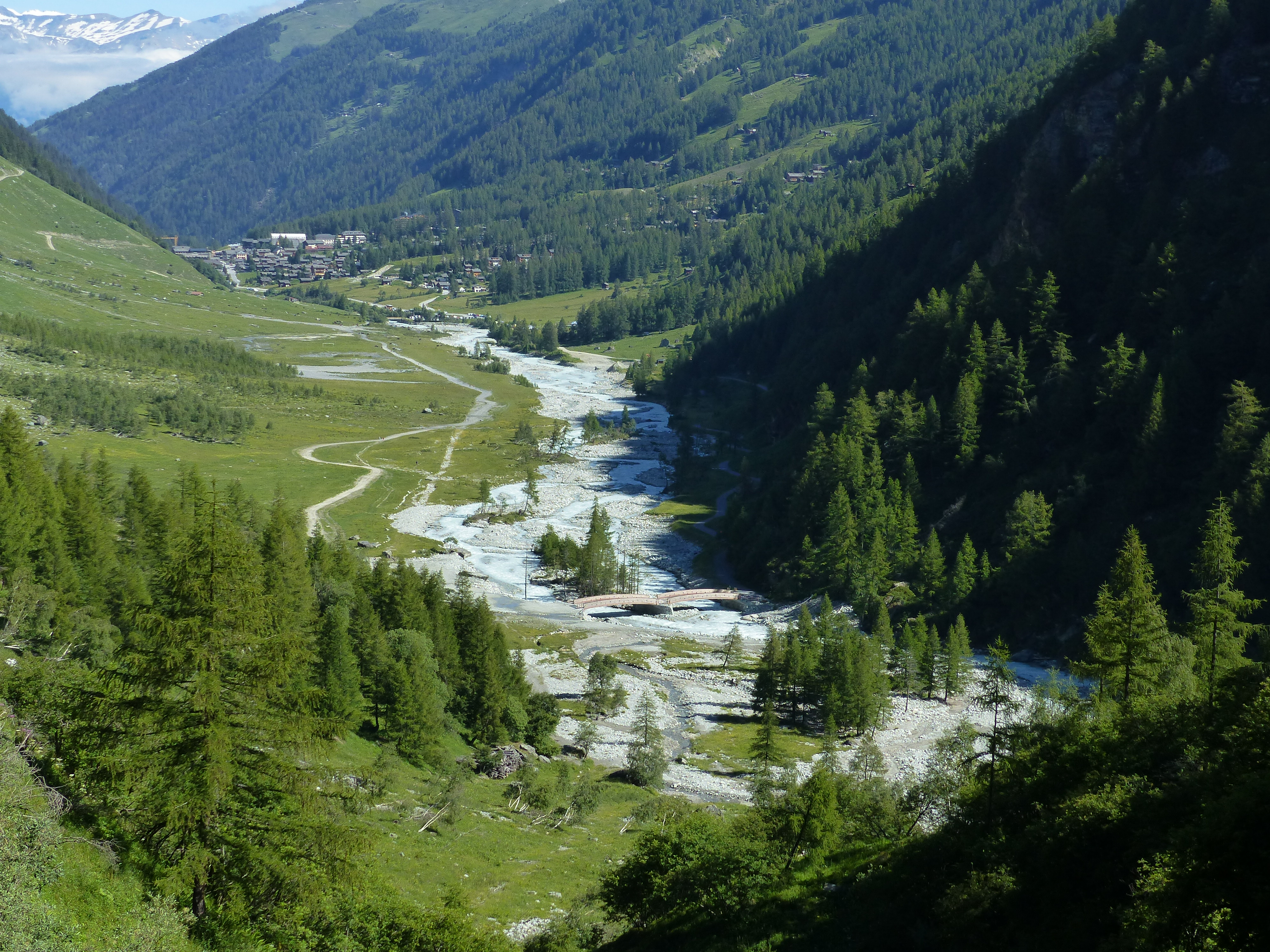
Le plat de la Lée.
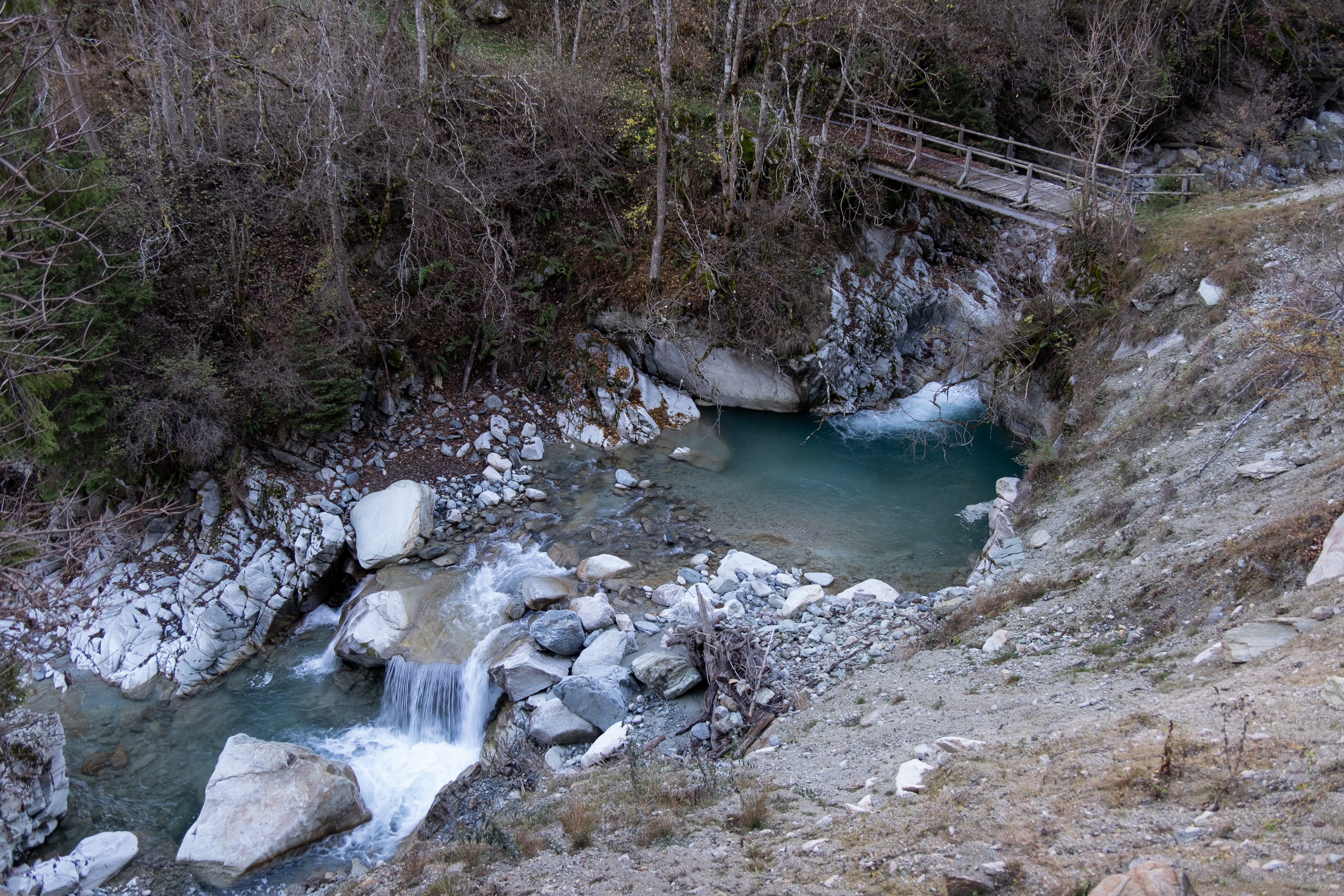
Sous Fang.
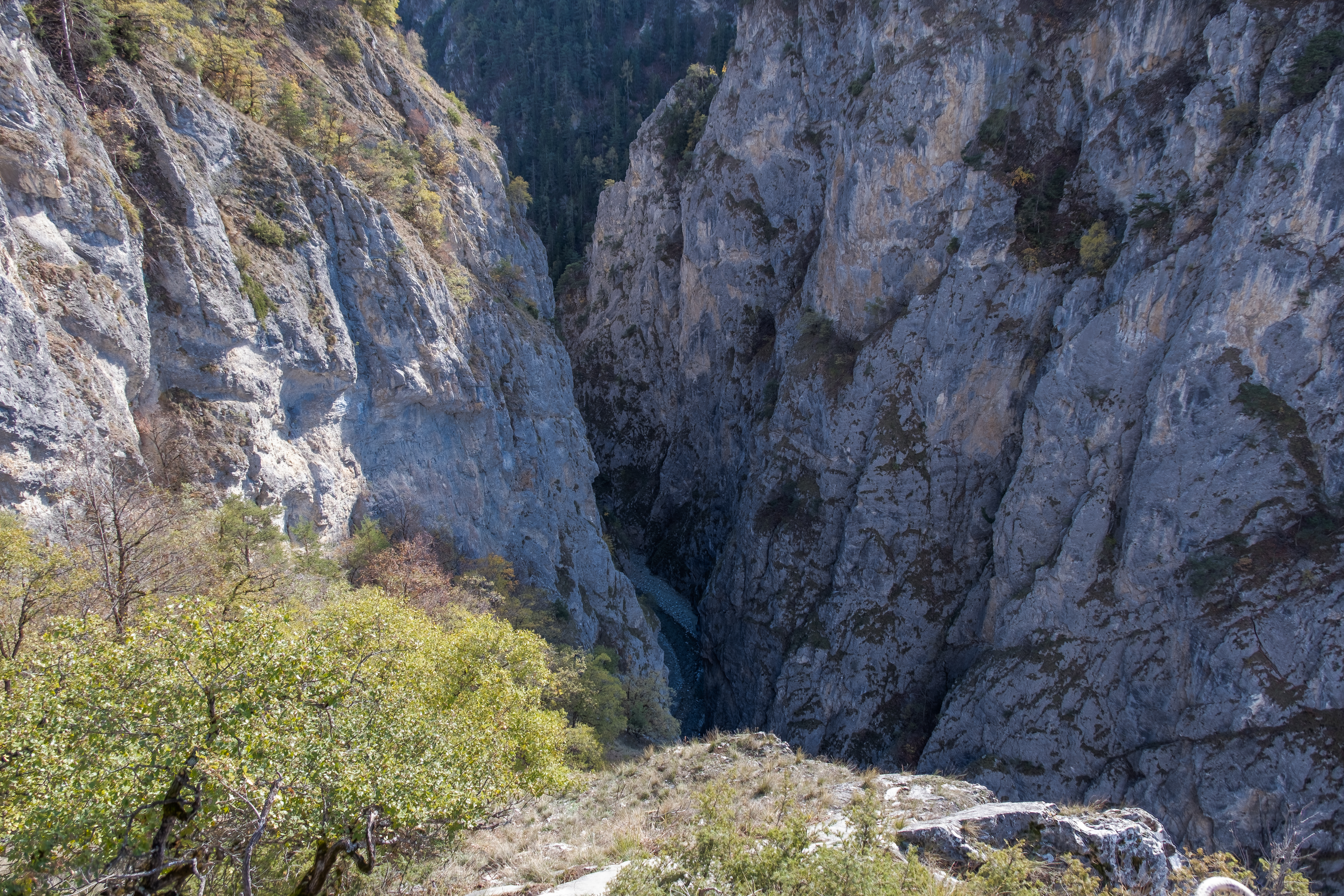
Précipices vers le pont suspendu de Niouc.
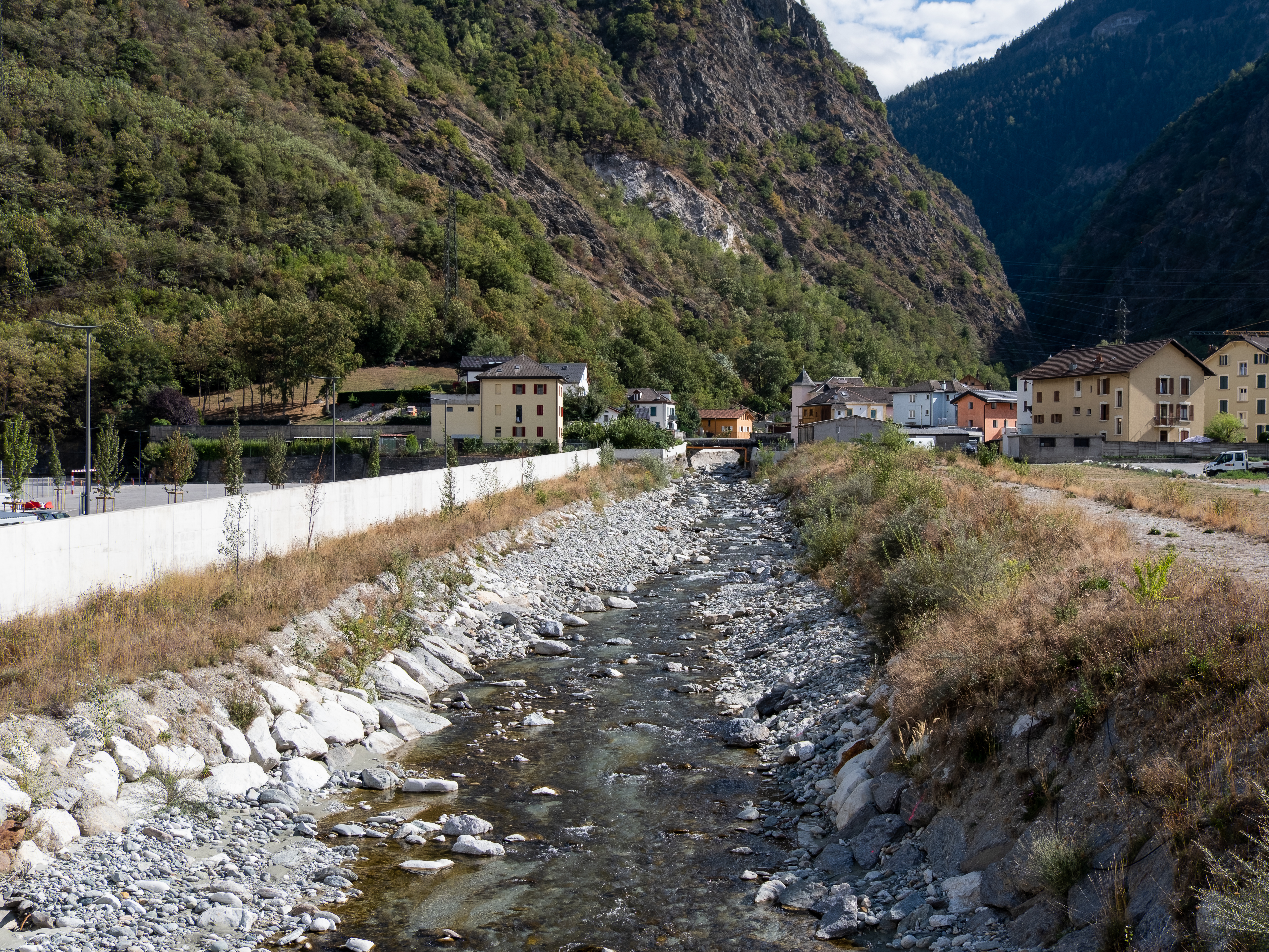
À Chippis.
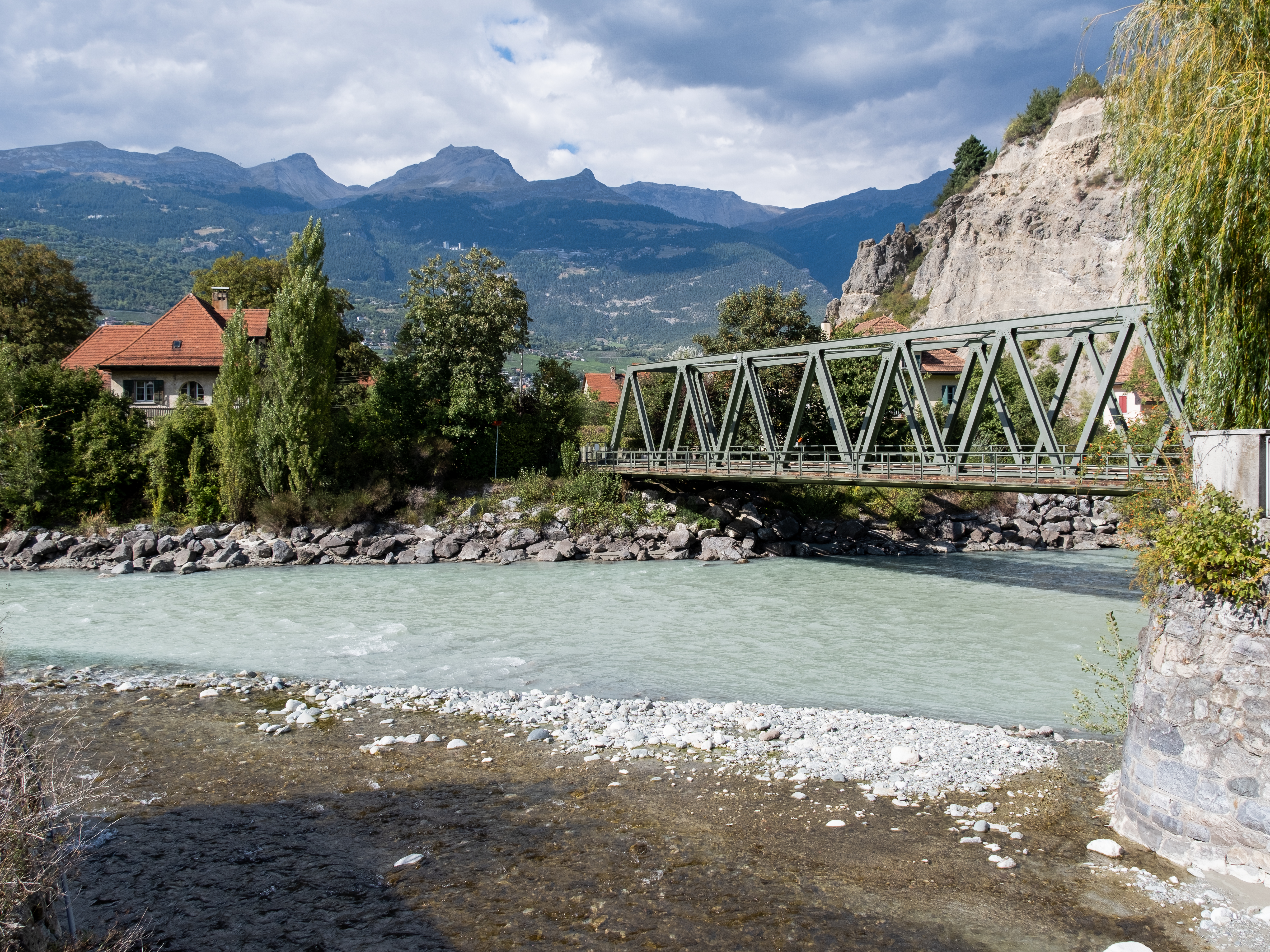
Confluence avec le Rhône.

### Hydrologie
Le bassin versant de la Navizence couvre une surface de 255,5 km2. Le vallon de Zinal représente 114,7 km2 de cette surface tandis que le bassin de la Gougra fait 57,1 km2. Le bassin versant de la Navizence se situe entre 4 447 et 516 m. Son altitude moyenne est de 2 387 m. La surface du bassin versant comprend 27 % de rochers, 24 % de végétation herbacée, 21 % de forêts (dont 20 % de conifères et 1 % de forêts mixtes), 13 % de glaciers et 9 % de roches meubles ; le reste est réparti entre des végétations buissonnantes (3 %), des zones humides (2 %), des cours d'eau (1 %) et des zones urbanisées (1 %).
Sur la période 1981-2010, la pluviométrie annuelle moyenne sur le bassin versant est de 1 020 mm/an, avec une augmentation des précipitations moyennes avec l'altitude. Le mois de mai est celui qui connaît les plus fortes précipitations, avec une moyenne de 125 mm, et, avec 310 mm, il est également celui avec le plus grand équivalent en eau de la neige.
La Navizence a plusieurs régimes hydrologiques : du glacier de Zinal à la jonction avec la Gougra son régime est glaciaire, puis depuis ce point jusqu'à ce qu'elle se jette dans le Rhône son régime est nival. Le nombre de Strahler de la Navizence est de 5 jusqu'à Vissoie, où le torrent des Moulins le fait passer à 6.
Deux stations de mesure du débit ont existé sur la Navizence. La première a effectué des mesures à 250 m en aval de l'embouchement de la Gougra entre septembre 1928 et juin 1935. La seconde se trouvait à 450 m en aval du pont routier de Vissoie entre janvier 1956 et décembre 1962. Le débit moyen mesuré sur cette période est de 7,82 m3/s et la moyenne journalière la plus faible, mesurée en 1959, est de 0,89 m3/s. Sur la période 1961-1980, le débit moyen annuel de la Navizence est de 6,19 m3/s au niveau de Vissoie et de 7,21 m3/s à Chippis.

Graphes des débits de la Navizence
Débits mensuels moyens, pointes de débits instantanées et débits minimums journaliers mesurés à Vissoie entre 1956 et 1962[17].
Débits mensuels moyens mesurés du glacier de Zinal à Chippis[a],[10].

### Climat
| Données                         | Station                 | jan. | fév. | mars | avril | mai  | juin | jui. | août | sep. | oct. | nov. | déc. | année |
| ------------------------------- | ----------------------- | ---- | ---- | ---- | ----- | ---- | ---- | ---- | ---- | ---- | ---- | ---- | ---- | ----- |
| Températures moyennes max. (°C) | Evolène/Villa (1 825 m) | 0,7  | 0,9  | 4,4  | 8     | 11,8 | 15,7 | 18   | 17,5 | 13,7 | 10,1 | 4,7  | 1,8  | 8,9   |
| Températures moyennes max. (°C) | Grächen (1 605 m)       | 0,9  | 1,5  | 5,4  | 9,3   | 14   | 18,3 | 20,4 | 19,8 | 15,5 | 10,8 | 4,7  | 1,4  | 10,2  |
| Températures moyennes max. (°C) | Zermatt (1 638 m)       | 0,8  | 1,7  | 5,7  | 9,8   | 13,9 | 17,8 | 20   | 19,6 | 15,4 | 11,2 | 5,1  | 1,5  | 10,2  |
| Températures moyennes min. (°C) | Evolène/Villa (1 825 m) | −5,5 | −6,0 | −3,5 | −0,8  | 2,9  | 6,3  | 8,2  | 8,6  | 5,3  | 2,3  | −2,1 | −4,6 | 0,9   |
| Températures moyennes min. (°C) | Grächen (1 605 m)       | −5,4 | −5,6 | −2,7 | 0,4   | 4,3  | 7,9  | 9,8  | 9,9  | 6,5  | 3,2  | −1,4 | −4,4 | 1,9   |
| Températures moyennes min. (°C) | Zermatt (1 638 m)       | −7,4 | −7,3 | −4,0 | −0,7  | 3,2  | 6,6  | 8,3  | 8,3  | 5    | 1,4  | −3,1 | −6,3 | 0,3   |
| Précipitations (mm)             | Evolène/Villa (1 825 m) | 49   | 40   | 41   | 50    | 81   | 81   | 88   | 85   | 55   | 54   | 55   | 55   | 734   |
| Précipitations (mm)             | Grächen (1 605 m)       | 42   | 31   | 37   | 47    | 69   | 58   | 56   | 62   | 43   | 57   | 56   | 50   | 607   |
| Précipitations (mm)             | Zermatt (1 638 m)       | 42   | 30   | 33   | 40    | 77   | 70   | 59   | 68   | 51   | 57   | 65   | 47   | 640   |
| Ensoleillement (heures)         | Evolène/Villa (1 825 m) | 110  | 119  | 159  | 164   | 178  | 192  | 212  | 194  | 169  | 143  | 104  | 96   | 1 840 |
| Ensoleillement (heures)         | Grächen (1 605 m)       | −    | −    | −    | −     | −    | −    | −    | −    | −    | −    | −    | −    | −     |
| Ensoleillement (heures)         | Zermatt (1 638 m)       | 94   | 109  | 151  | 147   | 155  | 171  | 185  | 176  | 156  | 133  | 89   | 83   | 1 648 |
| Source : MétéoSuisse.           |                         |      |      |      |       |      |      |      |      |      |      |      |      |       |

### Aménagements
Les principaux aménagements de la Navizence se trouvent à partir du moulin de Chippis jusqu'à sa confluence avec le Rhône. Le tracé de la rivière y a été redressé de manière rectiligne par des blocs de roches en rive gauche et un mur de pierre en rive droite. Le reste du tracé a été laissé à l'état naturel, à l'exception de stabilisations vers Mottec et à proximité de certaines constructions.
Deux bassins de compensation se trouvent sur le tracé de la Navizence, à Mottec et à Vissoie. Le premier sert à corriger l'irrégularité du débit en direction de Vissoie en été et, lors des heures creuses, il permet de pomper de l'eau en direction du barrage de Moiry. Le bassin de Vissoie sert quant à lui à approvisionner la galerie à écoulement libre Vissoie-Chippis.

### Faune
Lors de prélèvements dans les années 1980, 32 taxons de macroinvertébrés benthiques ont été recensés dans la Navizence. Outre une espèce de Tricladida, une de Hydrachnidia (en) et deux de Oligochaeta, ceux-ci concernent principalement des larves d'insectes. Les embranchements concernés sont les Plathelminthes (Crenobia alpina), les Annelida (Lumbricidae et Tubificidae) et des arthropodes de l'ordre Ephemeroptera, Plecoptera, Coleoptera, Trichoptera et Diptera.
Les rapides à l'entrée du val d'Anniviers rendent l'accès aux poissons difficile. Dans les années 1930, plusieurs peuplements de truites fario (Salmo trutta fario) ont été effectués. Celles-ci ont été capturées dans la plaine du Rhône puis relâchées à plusieurs endroits dans le val d'Anniviers. Entre 2012 et 2014, 15 000 truites fario ont été relâchées chaque année dans la Navizence à partir de la pisciculture de Sierre.

## Historique des débordements

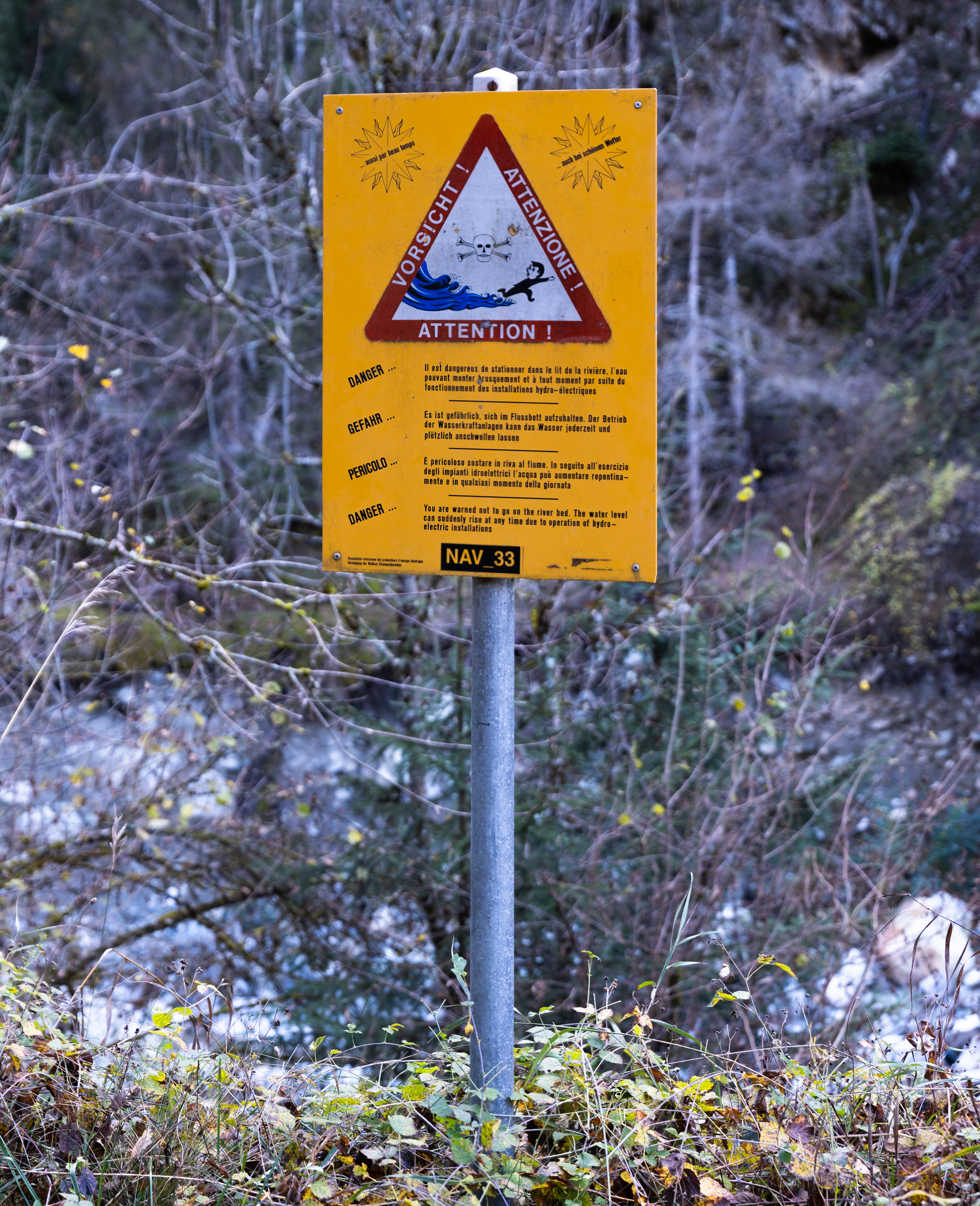
Panneau d'avertissement contre les crues de la Navizence.

La Navizence a connu deux crues ayant causé des débordements importants. La première, en août 1834, est due à l'interruption de l'écoulement de la rivière au glacier de Zinal par un lac proglaciaire, lui-même dû à un été très sec, des pluies torrentielles et un vent du sud. En se libérant subitement, l'eau du lac a emporté plusieurs ponts, granges et écuries, ainsi que les moulins d'Ayer. À Chippis, la rivière a déversé une couche de sable et de limon d'une épaisseur mesurant entre 1 et 2 mètres.
Un nouveau débordement a lieu en juillet 2018, cette fois causé par un violent orage de 35 km2 et par la fonte d'importantes quantités de neige. Le débit de la Navizence a atteint 120 m3/s, soit la moitié du débit nominal du Rhône. Le débordement touche alors plusieurs zones entre Zinal et Chippis : le stade de football du FC Anniviers est englouti et un pont à Chippis doit être détruit en urgence par les secours,. La station d'épuration d'Anniviers à Fang est quant à elle grandement endommagée et les eaux usées de Zinal et Grimentz doivent être reversées directement dans la Navizence. Les dommages causés sont estimés entre 30 et 40 millions de francs suisses.

## Activités

### Utilisation de l'eau

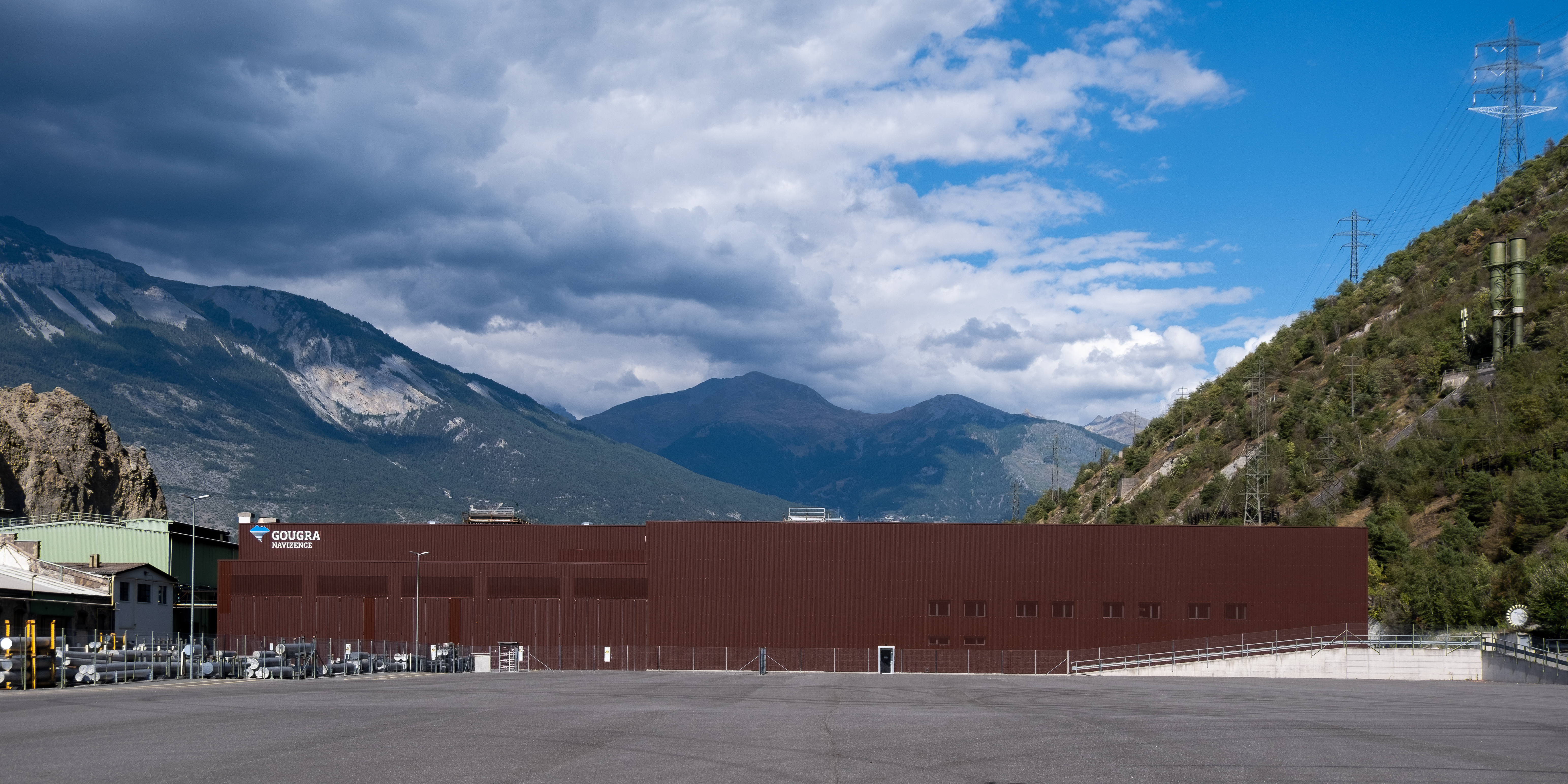
La centrale « Navizence » à Chippis.

L'eau de la Navizence est exploitée depuis 1908 à Chippis par la centrale hydroélectrique « Navizence ». Celle-ci alimente alors l'usine Alusuisse de Chippis en électricité à partir d'une prise d'eau à Vissoie. Une nouvelle centrale exploitant la Navizence est construite à Vissoie en 1909, et la centrale « Navizence » est rénovée dans les années 1950. Entre 1954 et 1958, le barrage de Moiry est construit sur le cours de la Gougra en même temps qu'un réseau de galeries dans le val d'Anniviers ; ces galeries permettent entre autres de pomper de l'eau de la Navizence depuis Mottec au barrage. Au total, les exploitants hydroélectriques locaux possèdent neuf prises d'eau sur le bassin versant de la Navizence. Le maintien d'un débit résiduel à chaque prélèvement est fixé par la Loi fédérale sur la protection des eaux du 24 janvier 1991. Au prélèvement de Vissoie, le débit de la Navizence doit être de 470 l/s avant le captage (débit de dotation).
Dix prélèvements d'eau potable se situent sur le bassin versant de la Navizence. Ceux-ci concernent uniquement des eaux souterraines. De l'eau est également prélevée à huit endroits sur les rives de la Navizence afin d'alimenter des bisses : celui de l'alpage de Gillou, le bisse de Sarrasin à Saint-Jean et Chalais, le bisse de Briey à Saint-Luc et Chalais, les bisses de Chararogne et de Ricard à Chalais et Chippis ainsi que les bisses de Lacher, de la Tinda et de Neuf Bénou. Enfin, une station d'épuration rejette ses eaux traitées dans la Navizence à Fang.

Graphes des débits de prélèvement de la Navizence
Débits mensuels moyens des prélèvements d'eau dans la Navizence pour la centrale « Navizence »[39].
Débits mensuels moyens des prélèvements d'eau dans la Navizence pour la centrale de Vissoie[39].

### Tourisme

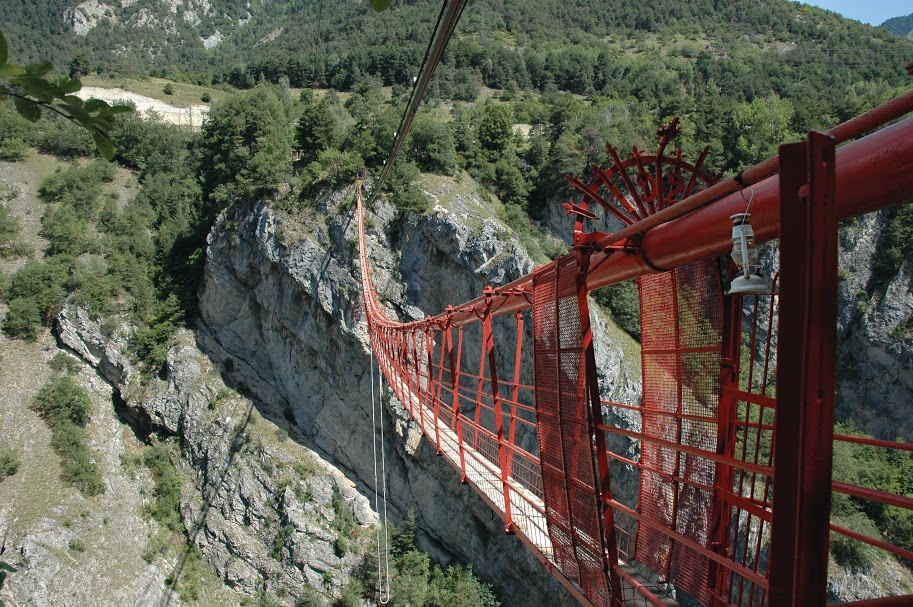
Le pont suspendu de Niouc.

Depuis 1922, le pont suspendu de Niouc traverse la Navizence à près de 200 mètres de hauteur. Il est possible de le traverser et d'y faire du saut à l'élastique ou du saut pendulaire. Depuis 2021, une via ferrata est accessible en traversant le pont suspendu ou depuis Chippis.

### Protection environnementale
Deux secteurs du bassin versant de la Navizence sont classifiés dans l'inventaire fédéral des zones alluviales d’importance nationale : le plat de la Lée (30,85 ha) et le glacier de Zinal (186,09 ha),,. L'aval du bassin versant traverse également la zone Pfynwald-Illgraben, qui est comprise dans l'inventaire fédéral des paysages, sites et monuments naturels d'importance nationale,.
Parmi les aquifères du bassin versant, 34 % ont une vulnérabilité très forte aux pénétrations par des polluants et 24 % ont une vulnérabilité forte. Cela signifie que ces aquifères ne sont pas bien protégés par des couches de matériel faiblement perméable.
La portion de la Navizence entre l'embouchure avec le torrent de Pinsec et le bassin d'accumulation de Vissoie représente une réserve et est interdite à la pêche. En aval de l'embouchure avec la Gougra, la pêche est autorisée avec un permis cantonal.

## Dans la culture
La troupe de théâtre de Vissoie porte le nom « Les Compagnons de la Navizence ». En 1993, l'exposition Oh! Navizence imaginée par Jean-Jacques Le Joncour a pris place à Sierre. Celle-ci avait pour thème les bords de la Navizence dans un futur post-apocalyptique situé en 2009.